# Antonio Lafreri

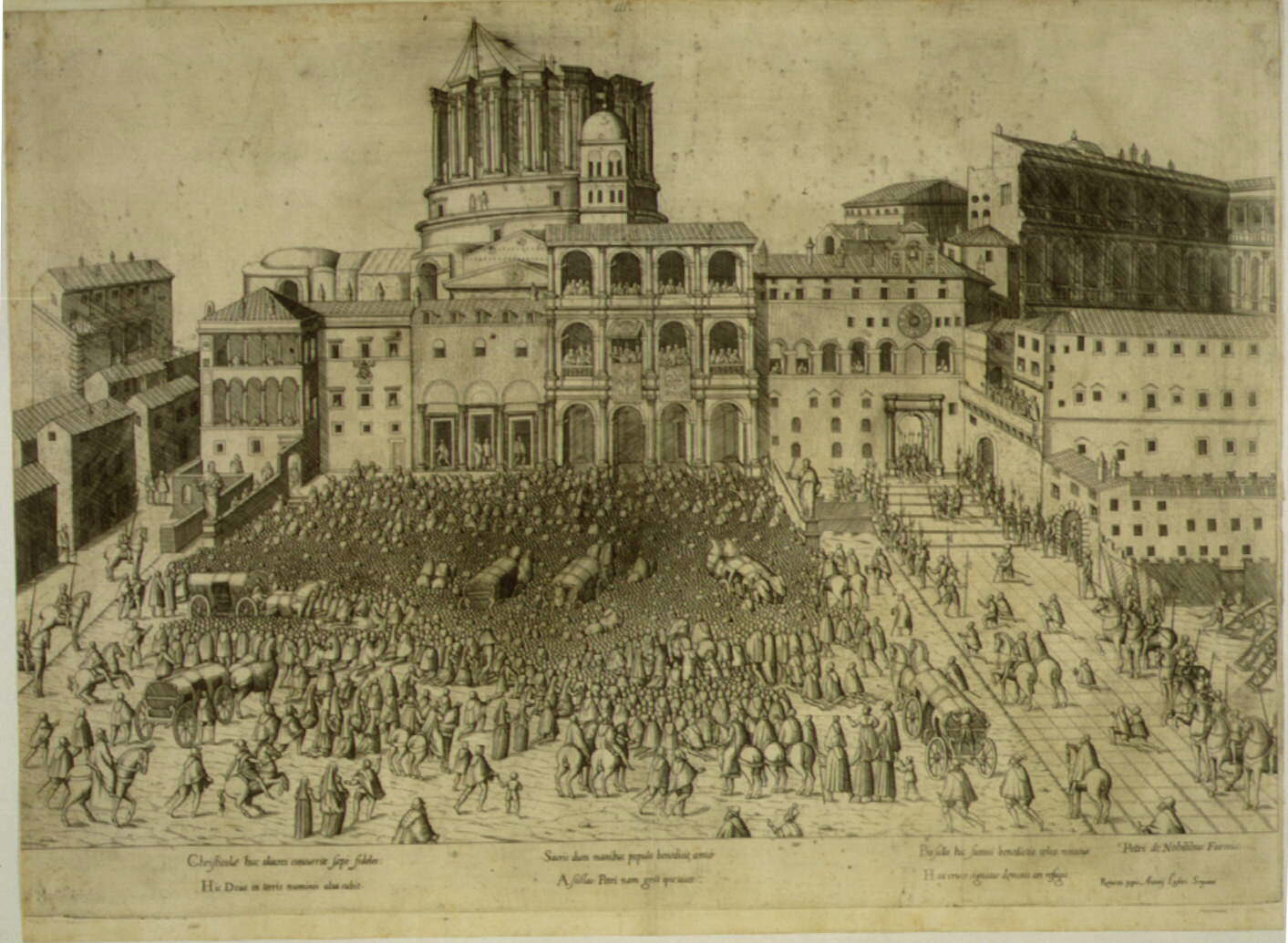
Tekening van Lafreri van Romeinse zetel van de paus

Antonio Lafreri, of Antoine du Pérac Lafrèry, (1512-1577) was een belangrijk figuur in de Italiaanse cartografie.
Sinds 1544 werkte hij als graveur te Rome, waar hij zich associeerde met een uitgever vanaf 1553. Zijn originaliteit bestond erin dat hij kaartbladen van verschillende binnen- en buitenlandse cartografen en verschillende afmetingen bundelde volgens de wensen van zijn vermogende klanten. Deze werken worden in de literatuur beschreven als IATO-atlassen (Italian atlas assembled to order), maar zijn in feite kaartenboeken.